# Taxonomía de Sibley-Ahlquist

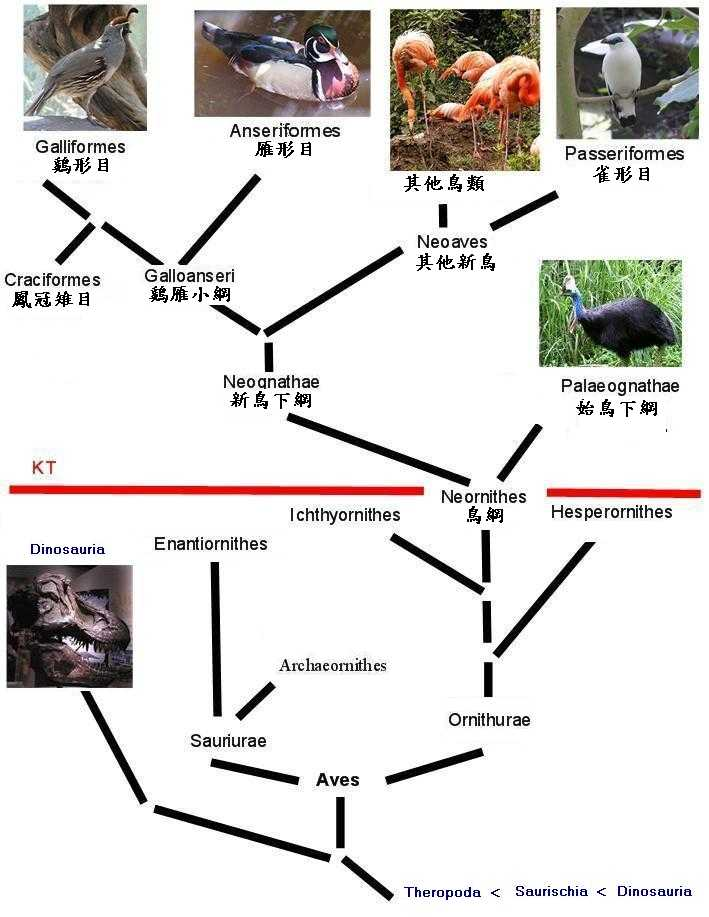
Taxonomía de sibley-Ahlquist

La taxonomía de Sibley-Ahlquist es una taxonomía de aves con considerable diferencia con respecto a opiniones tradicionales, fue propuesta por Charles Sibley y Jon Edward Ahlquist, se basa en estudios de hibridación ADN-ADN realizados en los finales de la década de 1970 y a lo largo de la de 1980.
La hibridación ADN-ADN está dentro de una clase de técnicas comparativas en biología molecular que en vez de brindar datos que caractericen, aportan datos sobre la distancia entre organismos, que pueden ser analizados para producir reconstrucciones filgenéticas sólo usando algoritmos de construcción de árboles fenéticos. En la hibridación ADN-ADN, el por ciento de similitud de ADN entre dos especies se estima por la disminución de los enlaces de hidrógeno entre nucleótidos de dos hebras imperfectamente complementarias de un ADN heterodúplex (es decir un ADN experimental de doble hebra producido por el apareamiento de las hebras simples de dos especies diferentes) comparada con los enlaces perfectos entre nucleótidos en un ADN homodúplex (con las dos hebras del ADN provenientes de la misma especie).
Este reordenamiento drástico fue inicialmente aceptado ampliamente por los ornitólogos de Norteamérica; la American Ornitologist Union adoptó algunas de sus propuestas. En otras partes del mundo su adopción ha sido más vacilante: ha sido una respetada influencia principal sobre los esquemas de clasificación existentes pero difícilmente alguna autoridad la adoptó en su totalidad. Actualmente, la taxonomía de Sibley-Ahlquist ha caído en desuso; los análisis cladísticos han cuestionado sus verdaderos fundamentos metodológicos y hoy la mayoría de los cambios fundamentales propuestos no son considerados válidos.[cita requerida]

## Características
Esta clasificación aparenta ser cladística debido a que codifica niveles intermedios de taxones: el “tronco” del árbol familiar es la clase Aves, la que se ramifica en subclases, estas a su vez en infraclases, y luego en “parvo-clases”, superórdenes, órdenes, subórdenes, infraórdenes, “parvo-órdenes”, superfamilias, familias, subfamilias, tribu, subtribus y finalmente géneros y especies. De hecho, la taxonomía de Sibley-Ahlquist es meramente un resultado altamente estructurado de estudios fenéticos; no se usaron métodos cladísticos para producirla. Aunque la fuerte subdivisión en niveles taxonómicos sugiere precisión, los niveles “parvo” fueron muy pronto considerados simplemente innecesarios.
|  | Anseriformes                                                |
|  |                                                             |
|  | \| \| Galliformes \| \| \| \| \| \| Craciformes \| \| \| \| |
|  |                                                             |
|  | Galliformes                                                 |
|  |                                                             |
|  | Craciformes                                                 |
|  |                                                             |

|  | Galliformes |
|  |             |
|  | Craciformes |
|  |             |

|  | Anseriformes                                                |
|  |                                                             |
|  | \| \| Galliformes \| \| \| \| \| \| Craciformes \| \| \| \| |
|  |                                                             |
|  | Galliformes                                                 |
|  |                                                             |
|  | Craciformes                                                 |
|  |                                                             |

|  | Galliformes |
|  |             |
|  | Craciformes |
|  |             |

|  | Anseriformes                                                |
|  |                                                             |
|  | \| \| Galliformes \| \| \| \| \| \| Craciformes \| \| \| \| |
|  |                                                             |
|  | Galliformes                                                 |
|  |                                                             |
|  | Craciformes                                                 |
|  |                                                             |

|  | Galliformes |
|  |             |
|  | Craciformes |
|  |             |

|  | Anseriformes                                                |
|  |                                                             |
|  | \| \| Galliformes \| \| \| \| \| \| Craciformes \| \| \| \| |
|  |                                                             |
|  | Galliformes                                                 |
|  |                                                             |
|  | Craciformes                                                 |
|  |                                                             |

|  | Galliformes |
|  |             |
|  | Craciformes |
|  |             |

La organización resultante difiere considerablemente de los puntos de vista más tradicionales usados en la taxonomía de Clements. Reconstrucciones filogenéticas publicadas más recientemente basadas en análisis cladístico y de máxima probabilidad de secuencias de ADN dan crédito a algunas de las propuestas de esta taxonomía basada en hibridación ADN-ADN, por ejemplo el reconocimiento de las aves paleognatas como monofiléticas y hermanas de todas las demás, y el reconocimiento de que los Anseriformes y Galliformes (Galloanserae, inicialmente nombrados “Galloanseri”[cita requerida]) son entre sí los parientes más cercanas, conformando un taxón hermano con Neoaves. Sin embargo, nuevos estudios también rechazan categóricamente muchos de los ordenamientos de la clasificación Sibley-Ahlquist, como ejemplos, el ampliamente abarcador orden Ciconiiformes, la ubicación de los torillos (Turnicidae) en la base de Neoaves, y la monofilia de Corvida así como la de Passerae, por nombrar sólo unos pocos.
Incluso estudios posteriores con hibridación ADN-ADN de otros laboratorios discrepan con algunos de los resultados de Sibley y Ahlquist, por ejemplo la inclusión de los carraos (Aramidae) en la familia Heliornithidae, y la ubicación de los flamencos (Phoenicopteridae) junto a las cigüeñas (Ciconiidae) en vez de junto a los zambullidores (Podicipedidae).
Los cambios mayores a nivel de orden son los siguientes:
- Struthioniformes ampliado reemplaza los órdenes de ratite: Rheiformes (ñandú), Casuariiformes (casuario), Apterygiformes (kiwi) y Struthioniformes (avestruz).
- Tinamiformes (macucos) no cambia.
- Un nuevo, grandemente ampliado Ciconiiformes incluye los previos Sphenisciformes (pingüinos), Gaviiformes (colimbos), Podicipediformes (zambullidores), Procellariiformes (petreles, pamperos, pardelas), Pelecaniformes (pelícanos y relacionados), Ciconiiformes (cigüeñas y relacionados), Falconiformes (aves de rapiña), Charadriiformes (becasinas, gallegos, gaviotas, charranes, chochas, zarapitos, chorlitos, alcas, jacanás, etc.), y la familia Pteroclidae (ortegas).
- Anseriformes (patos y relacionados) no cambia.
- Nuevo Craciformes (chachalacas, paujiles, hocos etc.). Previamente Galliformes
- Nuevo Ralliformes (rascones, gallinuelas, fochas) Este grupo fue cambiado eventualmente de nuevo a su tradicional inclusión en Gruiformes[cita requerida]
- Nuevo Gruiformes (grullas )
- Nuevo Turniciformes (torillos, etc.). Previamente Gruiformes
- Columbiformes (palomas). Las ortegas (Pteroclididae) movidas a Ciconiiformes.
- Psittaciformes (cacatúas y loros) no cambia.
- Nuevo Musophagiformes (turacos). Previamente Cuculiformes.
- Nuevo Cuculiformes (el resto de los cucos, cuclillos, arrieros, ahogados y anúes)
- Nuevo Strigiformes (búhos y lechuzas) ampliado para incluir Caprimulgiformes (chotacabras, guabairos, etc.)
- Nuevo Apodiformes (vencejos)
- Nuevo Trochiliformes (colibríes). Previamente Apodiformes.
- Coliiformes (colis o pájaro ratón) no cambia.
- Trogoniformes (curucús, surucúas, quetzales y tocororo) no cambia.
- Nuevo Coraciiformes (carracas)
- Nuevo Upupiformes (abubilla). Previamente Coraciiformes
- Nuevo Bucerotiformes (calaos, tocos). Previamente Coraciiformes
- Nuevo Galbuliformes (jacamaras y tamatias). Previamente Piciformes
- Piciformes (carpinteros o picos)
- Passeriformes (pájaros o, aves de percha) no cambia.

Algunos de estos cambios resultan ajustes insignificantes. Por ejemplo, en vez de poner a vencejos, vencejos arborícolas y colibríes en el mismo orden que no incluye nada más, Sibley y Ahlquist los ponen en el mismo superorden que no incluye nada más, consistente de un orden de colibríes y otro de los vencejos. En otras palabras, ellos continúan considerando a colibríes y los vencejos como parientes más próximos entre sí.
Otros cambios son mucho más drásticos. Los pingüinos son considerados tradicionalmente como distantes de todos las demás aves. Por ejemplo, Wetmore los pone en un superorden par ellos solos, con todos las demás aves no-ratites en un superorden diferente. Sibley y Ahlquist sin embargo, los ponen en la misma superfamilia de los somormujos, los Procellariiformes, y las fragatas. Según su punto de vista, los pingüinos son más cercanos a esas aves que a las garzas y cigüeñas.[cita requerida]
Las nuevas investigaciones sugieren que los patos y las gallináceas son entre sí parientes más cercanos y juntos forman el linaje más basal de las aves Neognathae (no-ratites), distintas de las otras que colectivamente son llamadas Neoaves. Las ratites y Tinamidae son seguidas por patos y relacionados y faisanes y relacionados. Los pingüinos, los colimbos y los somormujos son ubicados entre otros grupos que eran considerados tradicionalmente como más modernos.
Una publicación más reciente por Tuinen, Sibley, y Hedges[cita requerida] investiga con más detalle la posición ancestral entre los grupos de aves. La visión tradicional de la evolución de las aves ponía a ratites y Tinamidae en la base del árbol de las aves modernas (Neornthes), seguidas por los grupos marinos viejos como pingüinos, colimbos y somormujos.
Las Galloanserae (galliformes y anseriformes) han encontrado amplia aceptación y apoyo universal. Su antigüedad fue confirmada espléndidamente con el reporte de 2005 de Vegavis iaai, una anseriforme esencialmente moderna pero extremadamente peculiar que vivía cerca del Cabo de Hornos hace unos 66-68 millones de años atrás, aún en la época de los dinosaurios.
Por otra parte, pingüinos, colimbos, somormujos y otros (coloquialmente llamados a veces "aves acuáticas superiores") son aún considerados órdenes neoavianos muy antiguos- muy posiblemente junto con las zancudas vadeadoras que parecen ser incluso un poquito más antiguas, es decir las neoavianas más antiguas. La supuesta distinción de garzas y cigüeñas, así como el supuesto grado de cercanía por lo menos entre pingüinos y fragatas han sido refutados. Estos cambios, así como su agrupamiento "Ciconiiformes", parecen ser debidos a deficiencias metodológicas y analíticas en el uso de la hibridación ADN-ADN.
Hoy, ninguna organización ornitológica importante usa ya la taxonomía Sibley-Ahlquist. La AOU, desde finales de la década de 1990, se distanció de respaldar la taxonomía Sibley-Ahlquist y en el presente apoya la taxonomía de Howard-Moore como criterio básico más representativo. Comparando la taxonomía Sibley-Ahlquist con el principal punto de vista originalmente oponente, la taxonomía de Clements (que en aquellos tiempos se basaba en simples análisis cualitativos de morfología), se puede afirmar que la mayor parte de los cambios sugeridos por ellos son erróneos y causados por metodología defectuosa - con la excepción notable de Galloanserae.

## Clasificación

### Palaeognathae
| Ratitae | Struthioniformes | 1. Struthionidae 2. Rheidae 3. Casuariidae 4. Apterygidae |
| Ratitae | Tinamiformes     | 1. Tinamidae                                              |

### Neognathae

#### Galloanserae
| Galloanserae | Gallomorphae  | Craciformes  | 1. Cracidae 2. Megapodiidae                                 |
| Galloanserae | Gallomorphae  | Galliformes  | 1. Phasianidae 2. Numididae 3. Odontophoridae               |
| Galloanserae | Anserimorphae | Anseriformes | 1. Anhimidae 2. Anseranatidae 3. Dendrocygnidae 4. Anatidae |

#### Turnicae
| Turnicae | Turniciformes | 1. Turnicidae |

#### Picae
| Picae | Piciformes | 1. Indicatoridae 2. Picidae 3. Megalaimidae 4. Lybiidae 5. Ramphastidae |

#### Coraciae
| Coraciae | Galbulimorphae  | Galbuliformes  | 1. Galbulidae 2. Bucconidae |
| Coraciae | Bucerotimorphae | Bucerotiformes | 1. Bucerotidae 2. Bucorvidae |
| Coraciae | Bucerotimorphae | Upupiformes    | 1. Upupidae 2. Phoeniculidae 3. Rhinopomastidae                                                                                      |
| Coraciae | Coraciimorphae  | Trogoniformes  | 1. Trogonidae |
| Coraciae | Coraciimorphae  | Coraciiformes  | 1. Coraciidae 2. Brachypteraciidae 3. Leptosomatidae 4. Momotidae 5. Todidae 6. Alcedinidae 7. Halcyonidae 8. Cerylidae 9. Meropidae |

#### Coliae
| Coliae | Coliiformes | 1. Coliidae |

#### Passerae
| Passerae | Cuculimorphae   | Cuculiformes    | 1. Cuculidae 2. Centropodidae 3. Coccyzidae 4. Opisthocomidae 5. Crotophagidae 6. Neomorphidae |
| Passerae | Psittacimorphae | Psittaciformes  | 1. Psittacidae |
| Passerae | Apodimorphae    | Apodiformes     | 1. Apodidae 2. Hemiprocnidae |
| Passerae | Apodimorphae    | Trochiliformes  | 1. Trochilidae |
| Passerae | Strigimorphae   | Musophagiformes | 1. Musophagidae |
| Passerae | Strigimorphae   | Strigiformes    | 1. Tytonidae 2. Strigidae 3. Aegothelidae 4. Podargidae 5. Batrachostomidae 6. Steatornithidae 7. Nyctibiidae 8. Eurostopodidae 9. Caprimulgidae |
| Passerae | Passerimorphae  | Columbiformes   | 1. Raphidae 2. Columbidae |
| Passerae | Passerimorphae  | Gruiformes      | 1. Eurypygidae 2. Otididae 3. Gruidae 4. Aramidae 5. Heliornithidae 6. Psophiidae 7. Cariamidae 8. Rhynochetidae 9. Rallidae 10. Mesitornithidae |
| Passerae | Passerimorphae  | Ciconiiformes   | 1. Pteroclididae 2. Thinocoridae 3. Pedionomidae 4. Scolopacidae 5. Rostratulidae 6. Jacanidae 7. Chionidae 8. Pluvianellidae 9. Burhinidae 10. Charadriidae 11. Glareolidae 12. Laridae 13. Accipitridae 14. Sagittariidae 15. Falconidae 16. Podicipedidae 17. Phaethontidae 18. Sulidae 19. Anhingidae 20. Phalacrocoracidae 21. Ardeidae 22. Scopidae 23. Phoenicopteridae 24. Threskiornithidae 25. Pelecanidae 26. Ciconiidae 27. Fregatidae 28. Spheniscidae 29. Gaviidae 30. Procellariidae |
| Passerae | Passerimorphae  | Passeriformes   | 1. Acanthisittidae 2. Pittidae 3. Eurylaimidae 4. Philepittidae 5. Tyrannidae 6. Thamnophilidae 7. Furnariidae 8. Formicariidae 9. Conopophagidae 10. Rhinocryptidae 11. Climacteridae 12. Menuridae 13. Ptilonorhynchidae 14. Maluridae 15. Meliphagidae 16. Pardalotidae 17. Petroicidae 18. Irenidae 19. Orthonychidae 20. Pomatostomidae 21. Laniidae 22. Vireonidae 23. Corvidae 24. Callaeidae 25. Picathartidae 26. Bombycillidae 27. Cinclidae 28. Muscicapidae 29. Sturnidae 30. Sittidae 31. Certhiidae 32. Paridae 33. Aegithalidae 34. Hirundinidae 35. Regulidae 36. Pycnonotidae 37. Hypocoliidae 38. Cisticolidae 39. Zosteropidae 40. Sylviidae 41. Alaudidae 42. Nectariniidae 43. Melanocharitidae 44. Paramythiidae 45. Passeridae 46. Fringillidae |